# Yan (stato)

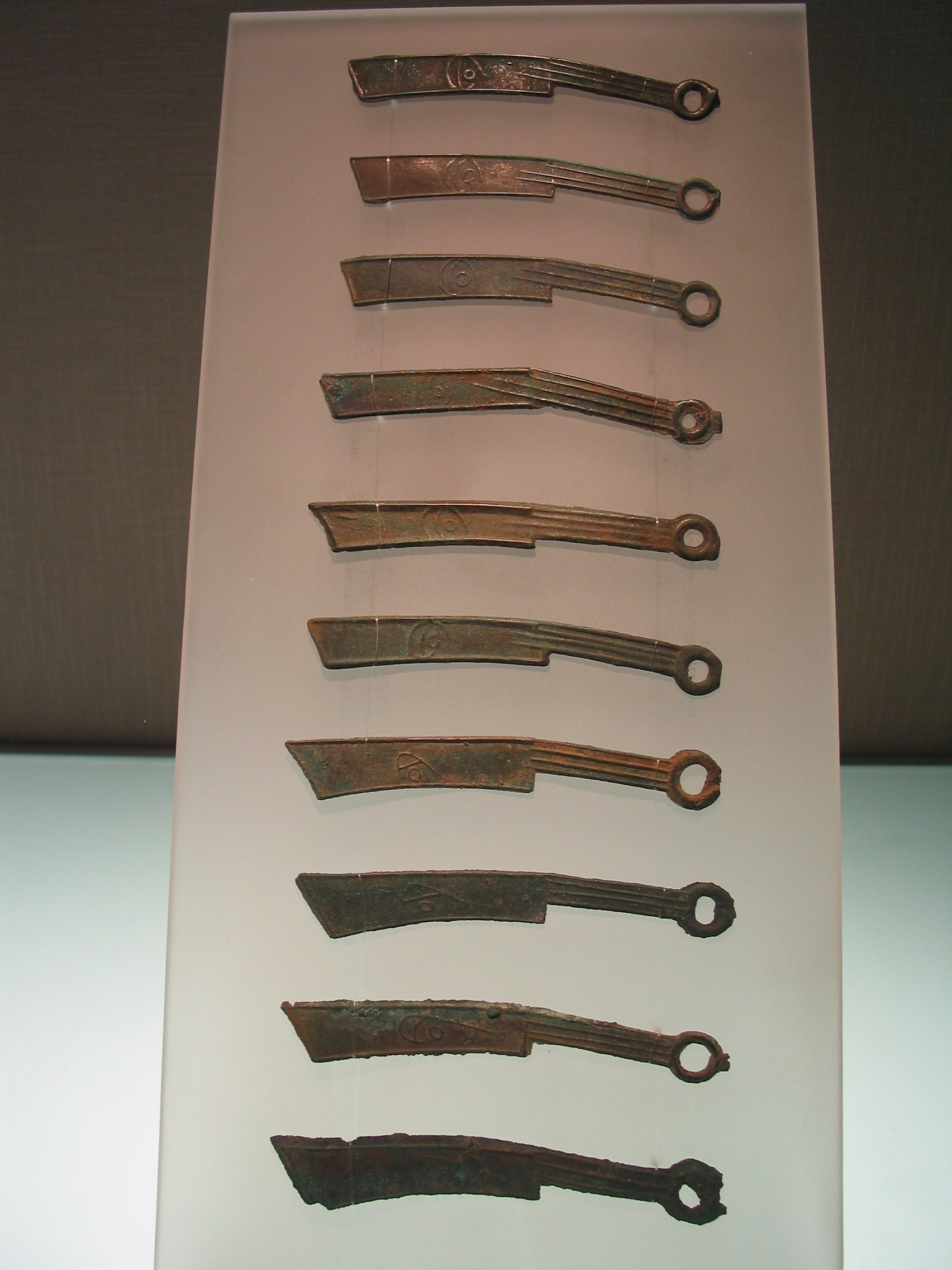
Stato di Yan, monete a forma di coltello, Museo di Pechino

Lo Stato di Yan (燕S, yānP) fu uno Stato cinese sotto la dinastia Zhou e durante il Periodo delle primavere e degli autunni e il Periodo dei regni combattenti. La sua capitale era Ji, l'odierna Pechino, nota anche come Yanjing, capitale dello Yan.
Durante i primi anni della dinastia Zhou, lo Yan era situato vicino al Fiume Giallo, ma più tardi, dopo la fallita rivolta guidata dai comandanti della dinastia Shang, il feudo fu spostato più a nord, nell'odierna provincia di Hebei, a fare barriera contro le invasioni delle tribù del nord.
I confini dello Stato di Yan si estendevano in una linea più o meno orizzontale, dalle montagne della provincia di Shanxi alla penisola di Liaodong. Essendo lo Stato più a nord fra tutti quelli del periodo, subì varie invasioni di popolazioni provenienti dalla Mongolia. Gli Stati di confine di Zhao e Qi erano suoi nemici, ed il confine monguoso ad ovest tra lo Zhao e lo Yan divenne area di frequenti scontri fra gli eserciti dei due regni.

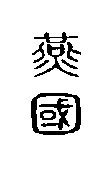
Stato di Yan
(caratteri da sigillo, 220 a.C.)

Nel 300 a.C., Qin Kai sconfisse Donghu e conquistò la penisola di Liaodong.
L'opposizione più forte venne dallo Stato di Qi, uno dei regni più forti in Cina. Nel 314 a.C., approfittando di una crisi di successione nello Yan, l'esercito Qi invase lo Stato, ma una rivolta scoppiata per reazione all'esercito invasore riuscì a ricacciarlo al di là dei confini. Il nuovo re di Yan Zhao si alleò con gli Stati di Qin, Han e Wei per compiere una spedizione contro i Qi. La spedizione fu coronata da successo e tutte le città dello Stato di Qi caddero, ad eccezione dei Zimu e Lu. Alla morte del re Zhao, però, il successore Wei non seppe difendere le conquiste e i Qi riuscirono a riconquistare le città perdute.
Nel 227 a.C., i Qin scatenarono un'offensiva sul fiume Yishui. La capitale Ji cadde l'anno seguente e il re Xi, si rifugiò nella penisola di Liaodong.
Nel 222 a.C. anche Liaodong cadde, e lo Stato di Yan fu totalmente sottomesso dai Qin.